# Шмелёва, Елена Владимировна
Елена Владимировна Шмелёва (род. 3 октября 1971 года, Ленинград, РСФСР, СССР) — российский общественный и политический деятель, социолог, председатель совета федеральной территории Сириус Краснодарского края, руководитель фонда «Талант и успех», сопредседатель Центрального штаба ОНФ, член президиума Совета при президенте РФ по науке и образованию, один из лидеров партийного списка «Единой России» на парламентских выборах 2021 года.
За поддержку нападения России на Украину находится под санкциями всех стран Евросоюза

## Биография
Елена Шмелёва родилась 3 октября 1971 года в Ленинграде. В 1995 году она окончила факультет социологии Санкт-Петербургского государственного университета, в 2005 защитила кандидатскую диссертацию на тему «Пожилые люди в крупном городе: условия жизни и механизмы адаптации», в 2014 получила степень Doctor of Business Administration Британской Академии Бизнеса.
Шмелёва работала инженером в НИИ комплексных социальных исследований СПбГУ. В 1999—2006 годах возглавляла социологическое агентство и филиал исследовательской группы «Медиа Тенор», в 2006—2007 годах руководила аналитическим управлением Центрального исполнительного комитета партии «Единая Россия», в 2007—2011 была главой Института медиаисследований факультета журналистики СПбГУ. Позже занимала посты вице-президента благотворительного фонда «Система» (2011—2014), директора некоммерческого партнерства содействия развитию интеллектуального и творческого потенциала молодежи «Лифт в будущее» (2012—2014), исполняла обязанности декана Высшей школы управления и инноваций МГУ (2012—2014). С 2015 года является членом Совета при президенте России по науке и образованию.
В январе 2015 году стала руководителем фонда «Талант и успех» (создал и развивает образовательный центр для одаренных детей «Сириус» в Сочи) по личному приглашению Владимира Путина, который возглавляет попечительский совет этой организации.
Начиная с этого времени Шмелёву относят к одной из наиболее влиятельных женщин в окружении Путина. Её политического веса было достаточно для вызова на совещание федеральных министров и крупнейших олигархов; «Талант и успех» благодаря этому в первый же год стал одним из самых успешных благотворительных фондов страны с ценной недвижимостью и 10 миллиардами пожертвований. Пресс-секретарю президента Дмитрию Пескову даже пришлось прокомментировать слухи о возможном родстве, связывающем Шмелёву с Путиным (Песков назвал эти слухи «полной ерундой»).
В 2018 году Шмелёва стала сопредседателем Центрального штаба Общероссийского народного фронта. Она возглавляла инициативную группу по выдвижению Владимира Путина в президенты (2017), была сопредседателем его избирательного штаба. В мае 2018 года считалась одним из кандидатов на должность министра образования и науки; её связывают с негласными кураторами этой сферы — Андреем Фурсенко, Катериной Тихоновой, братьями Ковальчуками. В 2020 году стала председателем совета Фонда общественных интересов «Яндекса».
В 2021 году Шмелёва стала одним из пяти лидеров федерального партийного списка «Единой России» на очередных выборах в Госдуму. После выборов 29 сентября отказалась от мандата депутата Госдумы VIII созыва.

## Оценки
Экс-депутат Госдумы Илья Пономарев связывает Шмелеву с дочерью Путина Катериной Тихоновой и Сергеем Ролдугиным. По его утверждению, она была «администратором финансовых потоков».
По мнению политолога Константина Калачёва, Шмелева на выборах в Госдуму 2021 года должна была символизировать для избирателей «образ будущего и новые технологии», Аббас Галлямов говорит о Шмелёвой как символе инноваций. Александр Кынёв полагает, что её появление в списке была «данью отраслевому подходу»: «Шмелёва символизирует образование, и её выбрали, видимо, потому что она лично хорошо известна составителям списка, а других популярных в этой сфере людей в стране нет». Согласно ещё одной версии, для списка специально искали женщин — «для красоты и баланса». Сама Шмелёва заявила, что согласилась участвовать в выборах в надежде на реализацию новым созывом Госдумы ряда важных инициатив в сфере образования.

## Скандалы
Через несколько месяцев после окончания президентских выборов 2018 года сын Елены Шмелёвой Максим Мальков бесплатно получил от управления делами президента квартиру в построенном по заказу этого управления «Доме на Тишинке» стоимостью около 100 миллионов рублей. Прав на получение элитной квартиры у Шмелёвой не было: ни она, ни её сын не состояли на госслужбе, а у неё самой к тому же было жилье в Москве — 54-метровая квартира стоимостью 13 миллионов рублей, которая перешла в собственность государства. Согласно выписке из Росреестра, спустя год Мальков подарил квартиру матери, и позже квартира фигурировала в предвыборной декларации.

## Санкции
25 февраля 2023 года, на фоне вторжения России на Украину, внесена в санкционный список всех стран Евросоюза:

Под её руководством Народный фронт оказывает поддержку войне России против Украины, в том числе через социальной кампании «Все для победы!», включая сбор пожертвований для поддержки военных подразделений так называемой «Донецкой народной республики» и «Луганской народной республики»— «Официальный журнал Европейского союза», Брюссель, 25 февраля 2023 года
С 1 апреля 2023 года находится под санкциями Украины так как «несет ответственность за организацию и распространение антиукраинской пропаганды». По аналогичным основаниям находится под санкциями Швейцарии.

## Награды
- Орден Александра Невского (3 октября 2021 года) — за большой вклад в поддержку одарённых детей и молодёжи, многолетнюю добросовестную работу[20]
- Орден Дружбы (2018 год)[6]
- Почётная грамота Президента Российской Федерации (26 февраля 2024 года) — за успешную организацию и проведение III Международной олимпиады по финансовой безопасности[21]
- Благодарность Президента Российской Федерации (12 февраля 2015 года) — за заслуги в развитии системы профессиональной подготовки кадров Российской Федерации[22]
- Благодарность Президента Российской Федерации (15 августа 2020 года) — за активное участие в подготовке и проведении саммита и экономического форума Россия — Африка в 2019 году в городе Сочи[23]
- Почетная грамота Правительства Российской Федерации (4 апреля 2023 года) — за вклад в организацию и проведение II Международной олимпиады по финансовой безопасности[24]

## Семья
О семье Шмелёвой почти ничего не известно. В интервью RT она призналась, что у неё есть взрослый сын, позже благодаря декларации, поданной накануне выборов 2021 года, стало известно, что его зовут Максим Мальков (родился в 1998 году).